# فومیتاکا کیتاتانی
فومیتاکا کیتاتانی (انگلیسی: Fumitaka Kitatani؛ زادهٔ ۱۸ اوت ۱۹۹۵) بازیکن فوتبال اهل ژاپن است.
از باشگاه‌هایی که در آن بازی کرده‌است می‌توان به باشگاه فوتبال یوکوهاما مارینوس اشاره کرد.